# 白鳥文平
白鳥文平（1967年9月13日—），為日本千葉縣印西市政府勤務（原為千葉縣印旛村健康福祉課勤務），身高176公分，體重64公斤。名列TBS電視台所製作的極限體能王SASUKE節目的極限體能王全明星中的一員。

## 人物
首次出場第9回以第一位單腳跳闖過跳躍懸吊的人，但是在聳立高牆時間到。第11回過了第一舞台，不過，第二舞台的逆向輸送帶浪費太多時間，在芝麻開門第三道門時間到。第12回大會闖進最終舞台。第13、16回都闖到了第三舞台的地獄滑桿，第13回雖然雙腳都碰到了平台卻失去平衡落水，第16回成為最年老的最佳成績者（38歲），實況也曾說他的體能是隨著年紀在進化的。

## 特徵
在自己的家中設有極限體能王的關卡，也曾舉辦過集訓。第15回大會雖然有中暑現象，但仍闖進第三舞台的上坡雲梯。第16回大會成為成績最優秀者。而白鳥在第30回紀念大會之前，每次都能以單腳闖過跳躍懸吊，地獄滑桿也都能以最快的速度通過。第18回改版後，就不曾與秋山和彥同時參賽過，白鳥18、19、21回有參賽，秋山20、22、24有參賽，第24回白鳥則是未參賽但有來觀賽。

## 歷屆SASUKE大會參賽成績
粗體代表最優秀成績者，（ ）內的數字代表當大會的背號。
例：（1-1）前面的數字代表舞臺，後面的數字代表關卡數。○內的符號代表當大會的名次
- 第9回大會　 （79）    1-05 聳立高牆
- 第11回大會　（66）    2-12 芝麻開門（第三道門時間到）⑨
- 第12回大會　（77）    Final-19 攀繩（差約1公尺）★ ②
- 第13回大會　（99）    3-17 地獄滑桿（跳上平台後失去平衡落水）②
- 第14回大會　（96）    2-13 平衡水槽 ⑬
- 第15回大會　（94）    3-21 上坡雲梯（第2根落下）②
- 第16回大會　（96）    3-23 地獄滑桿（跳躍失敗）★ ①
- 第17回大會　（81）    3-17 人體支架 ⑤
- 第18回大會　（95）    1-04 蜘蛛跳躍（中途落下）
- 第19回大會　（82）    1-07 飛越大峽谷（抓住繩子瞬間時間到）
- 第21回大會　（83）    2-10 下坡跳躍（重心不穩落下）⑨
- 第30回大會　（2997）  1-04 跳躍懸吊（踩空落水）
- 第42回大會　（94）    1-04 魚刺橋